# لورا آرتز
لورا آرتز (بالهولندية: Laura Aarts)‏ (ولدت في 10 أغسطس 1996) هي لاعبة كرة ماء هولندية. تلعب في مركز الحارس في المنتخب الهولندي.